# 福岡県庁舎
福岡県庁舎（ふくおかけんちょうしゃ）は、福岡県福岡市博多区東公園にある広域自治体たる福岡県の役所（県庁）の本庁舎。

## 概要
建物は行政棟（北棟及び南棟）、議会棟（議場棟及び事務棟）、警察棟から構成される。
現庁舎建設にあたっては、九州の中心として、また、将来ますます拡大し多様化する行政需要に十分対応できる機構・機能を考慮し、県政100年の展望にたって検討がなされた。
1978年(昭和53年)11月着工、1981年(昭和56年)11月に庁舎全体で延床面積162,842平方メートル、敷地面積79,370平方メートルの規模で完成した。
東公園の一角に立地し、建設当初から同公園と一体した環境づくりが目指された（テーマは『水と緑の中の県庁』）。
延床面積
- 行政棟 - 77,082.21m2
- 議会棟（議場棟)  -  3,943.55m2
- 議会棟（事務棟)  -  10,080.28m2
- 警察棟 - 38,759.61m2

高さ
- 行政棟 - 48.20m
- 議会棟（議場棟)  -  29.80m
- 議会棟（事務棟)  -  27.85m
- 警察棟 - 34.95m

設計
- 黒川紀章建築都市設計事務所、日建設計、九州開発計画研究所

## 各棟の概要
行政棟
- 地上11階・塔屋1階・地下3階

議会棟
- 議場棟 - 地上4階・塔屋1階
- 事務棟 - 地上4階・塔屋1階・地下1階

警察棟
- 地上6階・塔屋2階・地下1階

各棟の写真
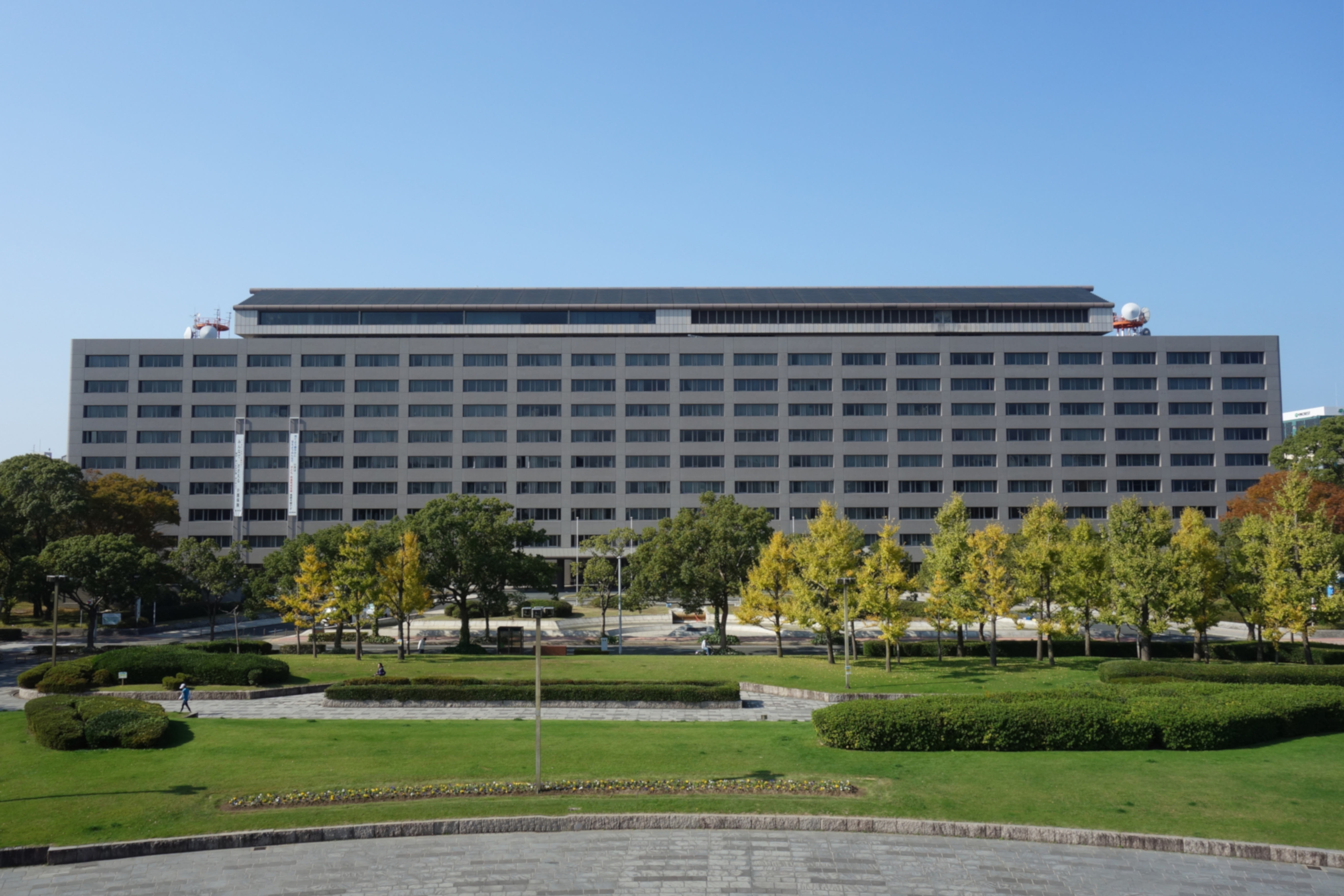
行政棟
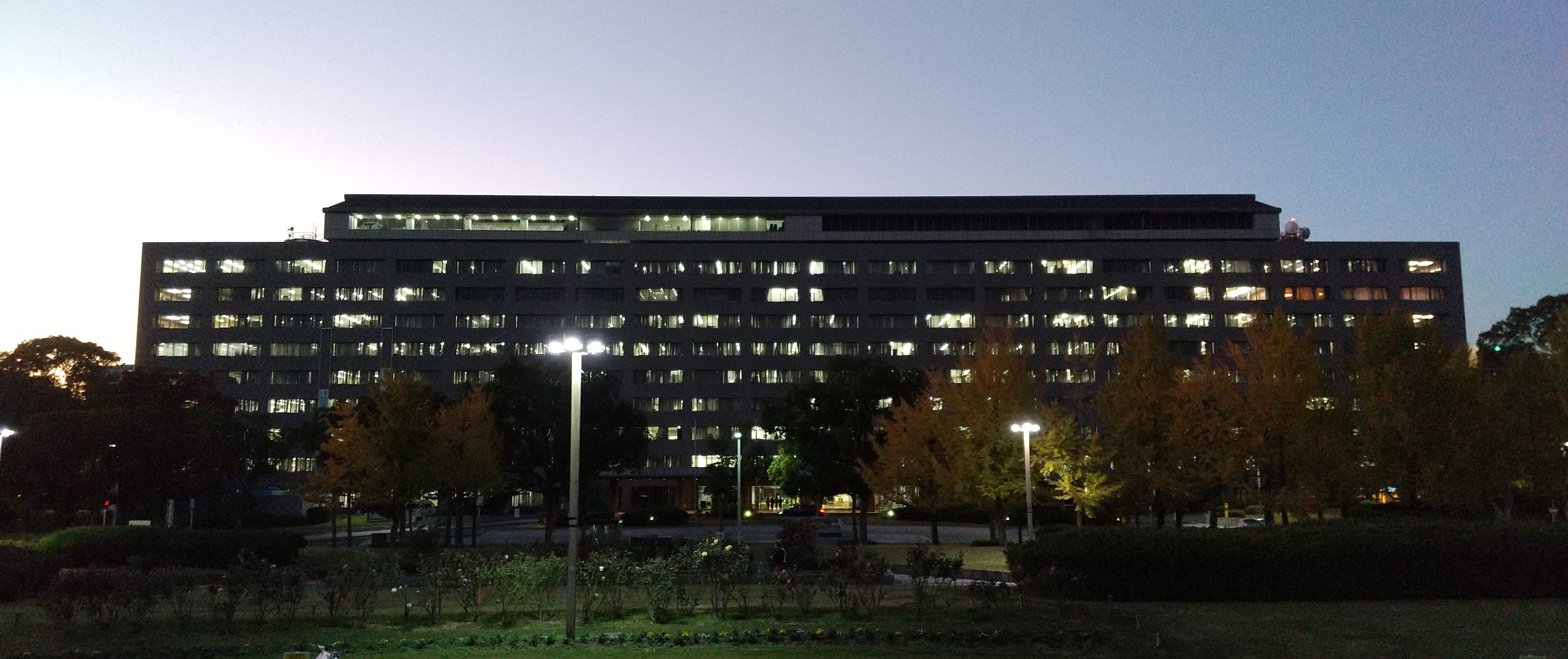
行政棟（夕方）
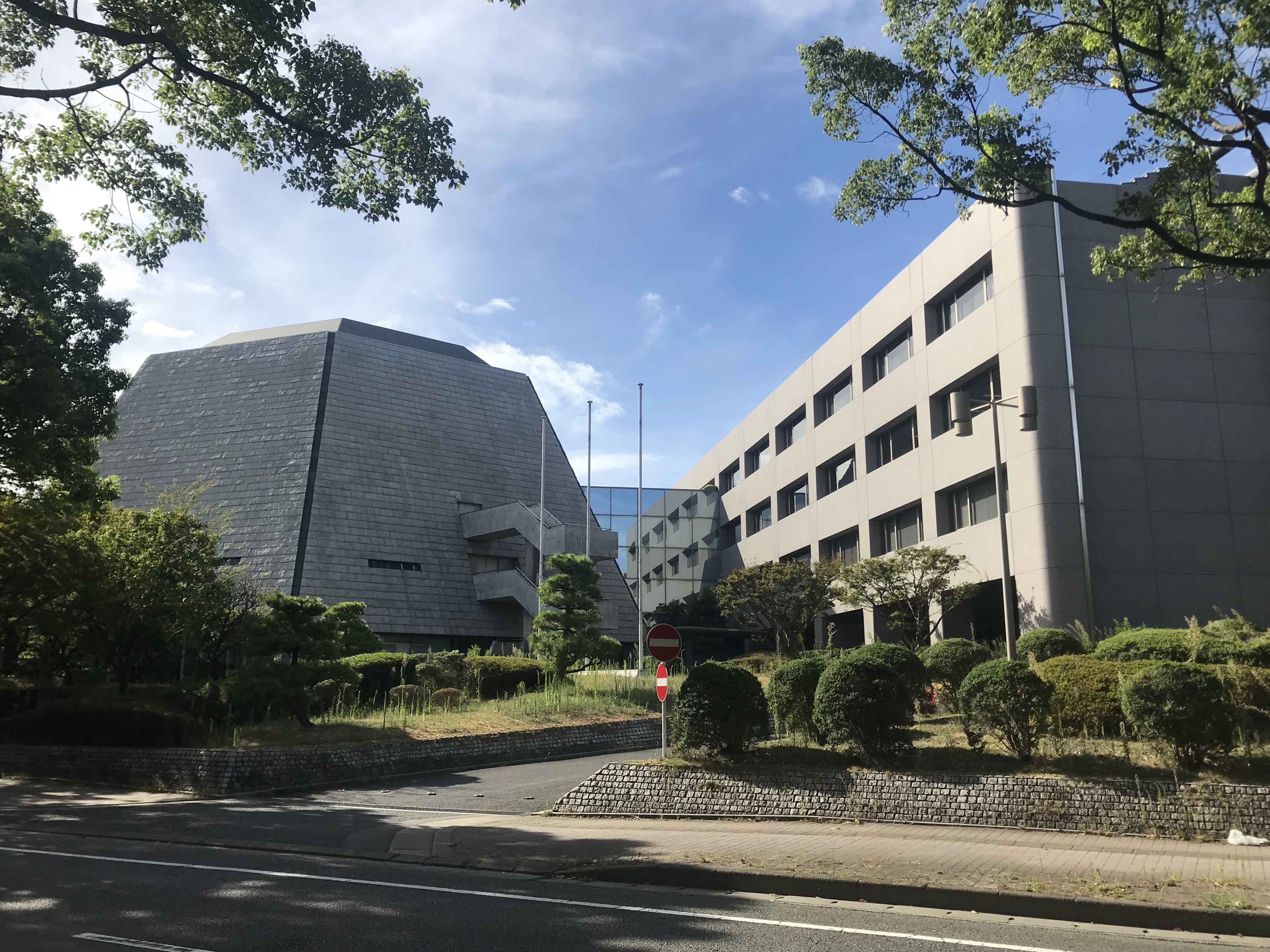
議会棟(右が事務棟、左が議場棟)
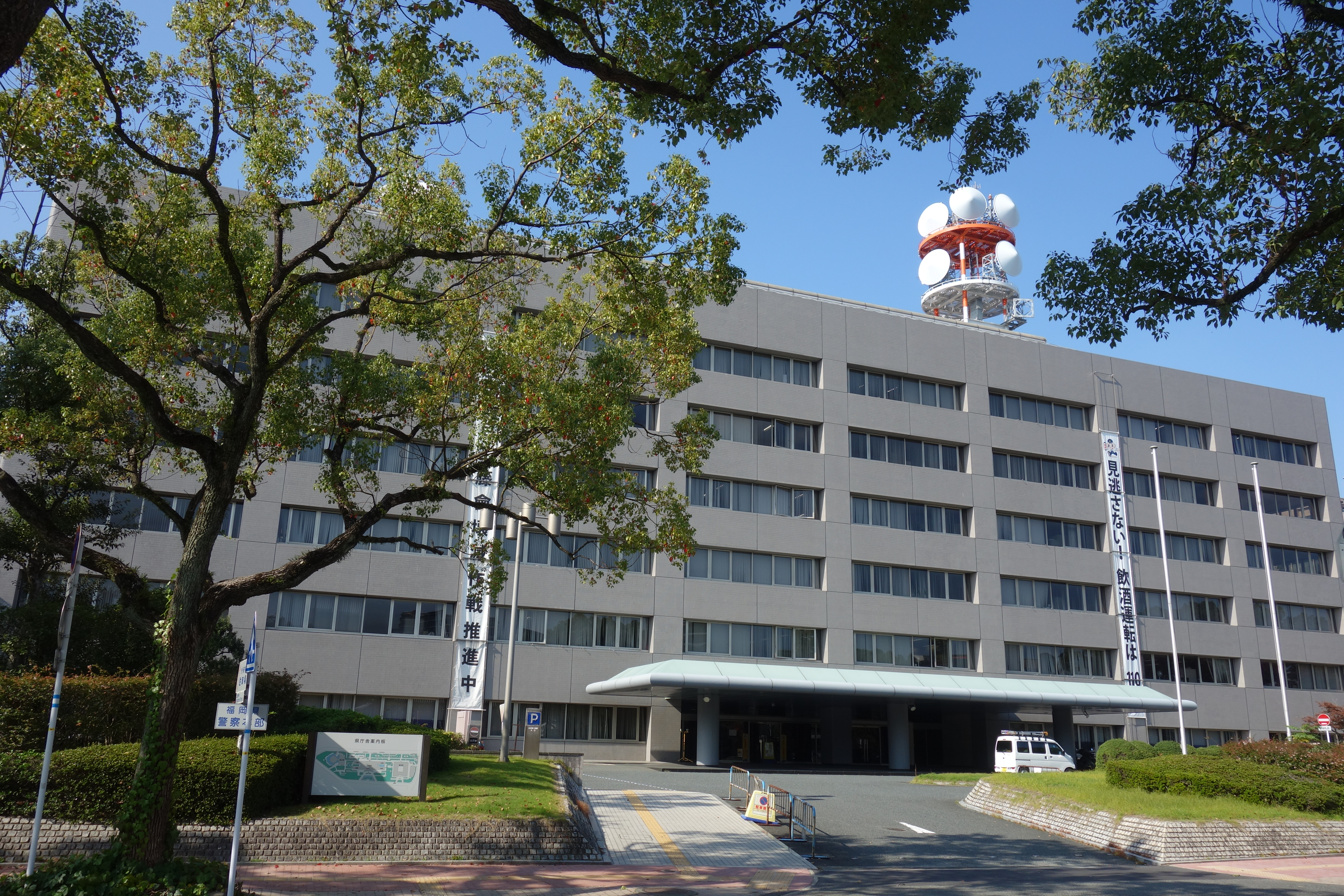
警察棟

## 本庁舎内の組織

### 知事部局
- 総務部
  - 防災危機管理局
- 企画・地域振興部
  - 市町村振興局
  - 空港対策局
  - 国際局
- 人づくり・県民生活部
  - 私学振興・青少年育成局
  - スポーツ局
- 保健医療介護部
- 福祉労働部
  - 労働局
  - 人権・同和対策局
- 環境部
- 商工部
  - 観光局
- 農林水産部 
  - 水産局
- 県土整備部
- 建築都市部
- 会計管理局

※10部11局96課室（2022年4月現在）

## 歴史
- 1871年（明治4年） - 下名島町会所の福岡藩庁を県庁舎とする。のち福岡城内（現中央区）に移転[4]。
- 1876年（明治9年） - 県庁舎を天神（現中央区）に移転[4]。
- 1915年（大正4年） - 旧庁舎本館竣工[4]。煉瓦造2階建、中央に塔屋。設計：三條栄三郎[5]（福岡県技師）。
- 1977年（昭和52年） - 県庁舎を現在地に移転することが決定[4]
- 1981年（昭和56年） - 現庁舎竣工（11月16日開庁）[4]。
- 1983年 - 旧庁舎を取壊し。
  - 後に県庁舎跡地は県営天神中央公園として整備された。園内に柱など旧庁舎の部材の一部が設置されている。

## 交通アクセス
- 福岡市地下鉄馬出九大病院前駅下車　徒歩5分
- JR吉塚駅下車　徒歩10分
- 西鉄バス県庁前下車　徒歩1分

## 周辺
- 東公園
- 九州大学馬出地区（医学部・歯学部・薬学部、九州大学病院）
- 博多女子中学校・高等学校
- 福岡県立福岡高等学校
- 福岡県立博多青松高等学校
- 筥崎宮
- ゆめタウン博多